# Škoda Octavia I
Škoda Octavia I (type 1U) var en lille mellemklassebil fra den tjekkiske bilfabrikant Škoda Auto bygget mellem efteråret 1996 og midten af 2010.
Octavia var Škodas første mellemklassebil efter at de i 1991 var blevet overtaget af Volkswagen AG, og den var ligesom Volkswagen Golf IV og flere andre af Volkswagen-koncernens bilmodeller bygget på PQ34-platformen.
Modellen blev kåret til Årets Bil i Danmark 1997.

## Historie
Allerede i starten af 1990'erne blev designet til Octavia lavet af Giorgio Giugiaro. Ved præsentationen af modellen fandt den daværende tjekkiske ministerpræsident Václav Klaus bilen "for italiensk" (den tjekkiske stat var på daværende tidspunkt medejer af Škoda Auto). Ferdinand Piëch, den daværende forstander for Volkswagen AG, lyttede til dette så et nyt udvendigt design kunne blive lavet.
Det nye design med en strammere, mere kantet form og større kølergrill blev herefter lavet af Škodas nye chefdesigner, Dirk van Braeckel. Målet var en klar profil for Škodas nystart, i stedet for et nutidigt formsprog. Da værktøjerne til karrosseriet allerede var blevet lavet, dannede Giugiaros design basis for SEAT Toledo II, dog blev fronten nydesignet til SEAT.
Octavia blev fra september 1996 solgt som Limousine i tre udstyrsvarianter: LX, GLX og SLX. I slutningen af 1999 fulgte luksusversionen "Laurin & Klement" samt en version med firehjulstræk.
Lige før faceliftet i efteråret 2000 fik SLX- og Laurin & Klement-modellerne et modificeret instrumentbræt.
I 1999 byggede Škoda Auto i alt 200 eksemplarer af en otte cm forlænget limousine med eksklusivt udstyr til den tjekkiske regering.

### Facelift
I september 2000 gennemgik Octavia et facelift, hvor instrumentbrættet blev modificeret. Samtidig fik Octavia forlygter i klart glas, komplet lakerede kofangere, et modificeret instrumentdesign samt forlængede serviceintervaller. Hertil kom konstruktive modifikationer, som f.eks. stivere tag mellem de modificerede B-søjler, optimeret startspærre, det for nye biler foreskrevne OBD samt CAN-Bus. Som ekstraudstyr kunne modellen fås med xenonforlygter, regnsensor, TMC-navigationssystem, bagrudevisker (Limousine), el-justerbare forsæder samt ESP.
Samtidig blev udstyrsvariaterne LX, GLX og SLX omdøbt til Classic, Ambiente og Elegance, som senere også blev brugt til efterfølgeren Octavia II og flere andre modeller. Året efter kom med Octavia RS (i Storbritannien og Irland vRS) en sportsudgave i programmet med en effekt på 132 kW (180 hk). Desuden kom der specialmodeller med navne som Business, Family, Collection, Rider, Drive, Celebrate, RS-WRC, Limited GT og Sport.
I Østrig kunne Octavia fås i en varebilsudgave kaldet Praktik. I efteråret 2008 blev designdetaljer igen modificeret, som f.eks. sidespejlene og rattet, som blev overtaget fra efterfølgeren samt bortfald af bagklaplåsen.
Både Limousine og Combi blev frem til midten af 2010 solgt som specialmodellen Tour (i Østrig Drive) sideløbende med og som billigere alternativ til Octavia II.
På grund af de ændrede love i EU, som fra 1. januar 2011 kun tillod nyindregistrering af biler med Euro5-norm, var Škoda Auto i midten af 2010 nødt til at indstille produktionen af Octavia Tour. De sidste bestillinger kunne afgives den 30. juni 2010. Efterfølgeren for Europa var den oprindelige version af den i april 2004 introducerede Octavia II, som fra slutningen af 2010 og frem til introduktionen af Octavia III i slutningen af 2012 er blevet solgt som Octavia Tour.
- Škoda Octavia Combi (2000–2010)
- Bagfra
- Škoda Octavia (2000–2010)
- Kabinen i Octavia "Tour"

### Tidslinje
1996
September: Introduktion af Octavia Limousine med følgende motorer:
- 1,6 55 kW (75 hk)
- 1,8 92 kW (125 hk)
- 1,9 TDI 66 kW (90 hk)

1997
Februar: 1,6 nu også med 74 kW (100 hk).
August: 1,9 TDI nu også med 81 kW (110 hk).
1998
Juni:
- Stationcarversion Combi.
- Ny motor: 1,8 T 110 kW (150 hk).

1999
Maj: 2,0 85 kW (115 hk) i stedet for 1,8 92 kW (125 hk).
November:
- Combi 1,9 TDI 66 kW (90 hk) nu også med firehjulstræk.
- ABS og sideairbags standard.
- Specialmodel Laurin & Klement med lædersæder, forlygter med klart glas, alufælge m.v.
- Ny motor: 1,9 SDI 50 kW (68 hk).

2000
September: Facelift og nye motorer:
- 1,4 55 kW (75 hk) i stedet for 1,6 55 kW (75 hk)
- 1,6 75 kW (102 hk) i stedet for 74 kW (100 hk)
- Combi med firehjulstræk og 2,0 85 kW (115 hk), 1,8 T 110 kW (150 hk) og 1,9 TDI 74 kW (100 hk)

2001
September:
- Limousine med firehjulstræk og 1,8 T 110 kW (150 hk).
- Sportsversion RS med 1,8 T 132 kW (180 hk).

2002
August: RS nu også som Combi.
September: 1,9 TDI nu også med 96 kW (130 hk).
2004
Februar: Introduktion af efterfølgeren Octavia II. Octavia I fortsætter med indskrænket motorprogram under navnet Tour (i Østrig Drive).
2005
Oktober: 1,9 TDI 74 kW (100 hk) i stedet for 66 kW (90 hk).
2010
Juni: Produktionen af den nu 14 år gamle model Octavia Tour indstilles.

## Sikkerhed
Modellen har af Euro NCAP fået en vurdering på fire stjerner ved en kollisionstest.
Det svenske forsikringsselskab Folksam vurderer flere forskellige bilmodeller ud fra oplysninger fra virkelige ulykker, hvorved risikoen for død eller invaliditet i tilfælde af en ulykke måles. I rapporterne Hur säker är bilen? er/var Škoda Octavia I klassificeret som følger:
- 2001: Mindst 20% bedre end middelbilen[7]
- 2003: Mindst 15% bedre end middelbilen[8]
- 2005: Mindst 15% bedre end middelbilen[9]
- 2007: Mindst 20% bedre end middelbilen[10]
- 2009: Mindst 20% bedre end middelbilen[11]
- 2011: Som middelbilen[12]
- 2013: Som middelbilen[13]
- 2015: Som middelbilen[14]

## Tekniske data

### Benzinmotorer
|                                                | 1.4                 | 1.4                 | 1.6                 | 1.6                             | 1.6                             | 1.8                             | 1.8 T                                       | 1.8 T RS                  | 2.0                             | 2.0                   | 2.0                             |
| Byggeår                                        | 2/1999–3/2001       | 9/2000–6/2010       | 9/1996–8/2000       | 2/1997–8/2000                   | 9/2000–6/2010                   | 9/1996–5/1999                   | 6/1998–6/2010                               | 9/2001–1/2006             | 5/1999–3/2002                   | 9/2000–9/2004         | 3/2002–9/2004                   |
| Motordata                                      |                     |                     |                     |                                 |                                 |                                 |                                             |                           |                                 |                       |                                 |
| Motorkendebogstaver                            | AMD                 | AXP, BCA            | AEE                 | AEH, AKL                        | AVU, BFQ                        | AGN                             | AGU, ARZ, ARX, AUM                          | AUQ                       | APK, AQY                        | AZH                   | AZJ                             |
| Motortype                                      | R4-benzinmotor      | R4-benzinmotor      | R4-benzinmotor      | R4-benzinmotor                  | R4-benzinmotor                  | R4-benzinmotor                  | R4-benzinmotor                              | R4-benzinmotor            | R4-benzinmotor                  | R4-benzinmotor        | R4-benzinmotor                  |
| Antal ventiler pr. cylinder                    | 2                   | 4                   | 2                   | 2                               | 2                               | 5                               | 5                                           | 5                         | 2                               | 2                     | 2                               |
| Ventilstyring                                  | OHV, kæde           | DOHC, tandrem       | OHC, tandrem        | OHC, tandrem                    | OHC, tandrem                    | DOHC, tandrem                   | DOHC, tandrem                               | DOHC, tandrem             | OHC, tandrem                    | OHC, tandrem          | OHC, tandrem                    |
| Fødesystem                                     | Multipoint          | Multipoint          | Multipoint          | Multipoint                      | Multipoint                      | Multipoint                      | Multipoint                                  | Multipoint                | Multipoint                      | Multipoint            | Multipoint                      |
| Trykladning                                    | –                   | –                   | –                   | –                               | –                               | –                               | Turbolader, ladeluftkøler                   | Turbolader, ladeluftkøler | –                               | –                     | –                               |
| Køling                                         | Vandkøling          | Vandkøling          | Vandkøling          | Vandkøling                      | Vandkøling                      | Vandkøling                      | Vandkøling                                  | Vandkøling                | Vandkøling                      | Vandkøling            | Vandkøling                      |
| Boring × slaglængde                            | 75,5 × 78,0 mm      | 76,5 × 75,6 mm      | 76,5 × 86,9 mm      | 81,0 × 77,4 mm                  | 81,0 × 77,4 mm                  | 81,0 × 86,4 mm                  | 81,0 × 86,4 mm                              | 81,0 × 86,4 mm            | 82,5 × 92,8 mm                  | 82,5 × 92,8 mm        | 82,5 × 92,8 mm                  |
| Slagvolume                                     | 1397 cm³            | 1390 cm³            | 1598 cm³            | 1595 cm³                        | 1595 cm³                        | 1781 cm³                        | 1781 cm³                                    | 1781 cm³                  | 1984 cm³                        | 1984 cm³              | 1984 cm³                        |
| Kompressionsforhold                            | 10,0:1              | 10,5:1              | 9,8:1               | 10,3:1                          | 10,3:1                          | 10,3:1                          | 9,5:1                                       | 9,5:1                     | 10,5:1                          | 10,3:1                | 10,3:1                          |
| Maks. effekt ved omdr./min.                    | 44 kW (60 hk) 4500  | 55 kW (75 hk) 5000  | 55 kW (75 hk) 4600  | 74 kW (100 hk) 5600             | 75 kW (102 hk) 5600             | 92 kW (125 hk) 6000             | 110 kW (150 hk) 5700                        | 132 kW (180 hk) 5500      | 85 kW (115 hk) 5200             | 85 kW (115 hk) 5400   | 85 kW (115 hk) 5400             |
| Maks. drejningsmoment ved omdr./min.           | 120 Nm 2500         | 126 Nm 3300         | 135 Nm 3200         | 145 Nm 3800                     | 148 Nm 3800                     | 170 Nm 4200                     | 210 Nm 1750−4600                            | 235 Nm 1950−5000          | 170 Nm 2400                     | 170 Nm 2400           | 172 Nm 3200                     |
| Kraftoverførsel                                |                     |                     |                     |                                 |                                 |                                 |                                             |                           |                                 |                       |                                 |
| Drivende hjul (standardudstyr)                 | Forhjul             | Forhjul             | Forhjul             | Forhjul                         | Forhjul                         | Forhjul                         | Forhjul                                     | Forhjul                   | Forhjul                         | Alle                  | Forhjul                         |
| Drivende hjul (ekstraudstyr)                   | –                   | –                   | –                   | –                               | –                               | –                               | Alle                                        | –                         | –                               | –                     | –                               |
| Gearkasse (standardudstyr)                     | 5-trins manuel      | 5-trins manuel      | 5-trins manuel      | 5-trins manuel                  | 5-trins manuel                  | 5-trins manuel                  | 5-trins manuel                              | 5-trins manuel            | 5-trins manuel                  | 5-trins manuel        | 5-trins manuel                  |
| Gearkasse (ekstraudstyr)                       | –                   | –                   | –                   | 4-trins automatisk              | 4-trins automatisk              | 4-trins automatisk              | 4-trins automatisk                          | –                         | 4-trins automatisk              | –                     | 4-trins automatisk              |
| Præstationer (Octavia)1                        |                     |                     |                     |                                 |                                 |                                 |                                             |                           |                                 |                       |                                 |
| Topfart                                        | 155 km/t            | 171 km/t            | 170 km/t            | 187 km/t (184 km/t)             | 190 km/t (187 km/t)             | 201 km/t (196 km/t)             | 219 km/t (215 km/t) [211 km/t]              | 235 km/t                  | 196 km/t (192 km/t)             | –                     | 199 km/t (197 km/t)             |
| Acceleration 0-100 km/t                        | 18,9 sek.           | 15,3 sek.           | 14,8 sek.           | 12,2 sek. (15,1 sek.)           | 11,8 sek. (14,1 sek.)           | 10,6 sek. (12,6 sek.)           | 8,4 sek. (9,9 sek.) [9,1 sek.]              | 7,9 sek.                  | 10,8 sek. (12,6 sek.)           | –                     | 11,0 sek. (12,3 sek.)           |
| Brændstofforbrug pr. 100 km ved blandet kørsel | 7,5 liter Blyfri 95 | 6,7 liter Blyfri 95 | 7,7 liter Blyfri 95 | 7,8 liter (8,8 liter) Blyfri 95 | 7,1 liter (8,1 liter) Blyfri 95 | 8,4 liter (9,2 liter) Blyfri 95 | 7,9 liter (9,0 liter) [8,8 liter] Blyfri 95 | 8,0 liter Blyfri 98       | 8,1 liter (9,2 liter) Blyfri 95 | –                     | 8,0 liter (9,1 liter) Blyfri 95 |
| CO2-udslip ved blandet kørsel                  | 180 g/km            | 161 g/km            | 185 g/km            | 187 g/km (211 g/km)             | 170 g/km (194 g/km)             | 202 g/km (221 g/km)             | 190 g/km (216 g/km) [192 g/km]              | 192 g/km                  | 194 g/km (221 g/km)             | –                     | 192 g/km (218 g/km)             |
| Præstationer (Octavia Combi)1                  |                     |                     |                     |                                 |                                 |                                 |                                             |                           |                                 |                       |                                 |
| Topfart                                        | –                   | 171 km/t            | –                   | 185 km/t (181 km/t)             | 190 km/t (187 km/t)             | 200 km/t (195 km/t)             | 219 km/t (215 km/t) [211 km/t]              | 231 km/t                  | 194 km/t (190 km/t)             | [193 km/t]            | 199 km/t (197 km/t)             |
| Acceleration 0-100 km/t                        | –                   | 15,5 sek.           | –                   | 12,4 sek. (15,3 sek.)           | 11,9 sek. (14,3 sek.)           | 10,4 sek. (12,7 sek.)           | 8,5 sek. (10,0 sek.) [9,3 sek.]             | 8,0 sek.                  | 11,2 sek. (13,2 sek.)           | [11,8 sek.]           | 11,2 sek. (12,4 sek.)           |
| Brændstofforbrug pr. 100 km ved blandet kørsel | –                   | 6,7 liter Blyfri 95 | –                   | 8,0 liter (8,8 liter) Blyfri 95 | 7,1 liter (8,1 liter) Blyfri 95 | 8,5 liter (9,3 liter) Blyfri 95 | 7,9 liter (9,0 liter) [8,8 liter] Blyfri 95 | 8,0 liter Blyfri 98       | 8,1 liter (9,2 liter) Blyfri 95 | [8,8 liter] Blyfri 95 | 8,0 liter (9,1 liter) Blyfri 95 |
| CO2-udslip ved blandet kørsel                  | –                   | 161 g/km            | –                   | 192 g/km (211 g/km)             | 170 g/km (194 g/km)             | 204 g/km (223 g/km)             | 190 g/km (216 g/km) [211 g/km]              | 192 g/km                  | 194 g/km (221 g/km)             | [192 g/km]            | 192 g/km (218 g/km)             |

### Dieselmotorer
|                                                | 1.9 SDI            | 1.9 SDI            | 1.9 TDI                      | 1.9 TDI                      | 1.9 TDI                   | 1.9 TDI                   | 1.9 TDI                   | 1.9 TDI                   | 1.9 TDI                   |
| Byggeår                                        | 5/1997–8/2000      | 9/2000–12/2003     | 9/1996–8/2000                | 9/2000–10/2005               | 8/1997–8/2000             | 9/2000–1/2006             | 9/2000–1/2006             | 10/2005–6/2010            | 9/2002–9/2004             |
| Motordata                                      |                    |                    |                              |                              |                           |                           |                           |                           |                           |
| Motorkendebogstaver                            | AGP                | AQM                | AGR                          | ALH                          | AHF                       | ASV                       | ATD                       | AXR                       | ASZ                       |
| Motortype                                      | R4-dieselmotor     | R4-dieselmotor     | R4-dieselmotor               | R4-dieselmotor               | R4-dieselmotor            | R4-dieselmotor            | R4-dieselmotor            | R4-dieselmotor            | R4-dieselmotor            |
| Antal ventiler pr. cylinder                    | 2                  | 2                  | 2                            | 2                            | 2                         | 2                         | 2                         | 2                         | 2                         |
| Ventilstyring                                  | OHC, tandrem       | OHC, tandrem       | OHC, tandrem                 | OHC, tandrem                 | OHC, tandrem              | OHC, tandrem              | OHC, tandrem              | OHC, tandrem              | OHC, tandrem              |
| Fødesystem                                     | Direkte            | Direkte            | Direkte                      | Direkte                      | Direkte                   | Direkte                   | Pumpe/dyse                | Pumpe/dyse                | Pumpe/dyse                |
| Trykladning                                    | –                  | –                  | Turbolader, ladeluftkøler    | Turbolader, ladeluftkøler    | Turbolader, ladeluftkøler | Turbolader, ladeluftkøler | Turbolader, ladeluftkøler | Turbolader, ladeluftkøler | Turbolader, ladeluftkøler |
| Køling                                         | Vandkøling         | Vandkøling         | Vandkøling                   | Vandkøling                   | Vandkøling                | Vandkøling                | Vandkøling                | Vandkøling                | Vandkøling                |
| Boring × slaglængde                            | 79,5 × 95,5 mm     | 79,5 × 95,5 mm     | 79,5 × 95,5 mm               | 79,5 × 95,5 mm               | 79,5 × 95,5 mm            | 79,5 × 95,5 mm            | 79,5 × 95,5 mm            | 79,5 × 95,5 mm            | 79,5 × 95,5 mm            |
| Slagvolume                                     | 1896 cm³           | 1896 cm³           | 1896 cm³                     | 1896 cm³                     | 1896 cm³                  | 1896 cm³                  | 1896 cm³                  | 1896 cm³                  | 1896 cm³                  |
| Kompressionsforhold                            | 19,5:1             | 19,5:1             | 19,5:1                       | 19,5:1                       | 19,5:1                    | 19,5:1                    | 19,0:1                    | 19,0:1                    | 19,0:1                    |
| Maks. effekt ved omdr./min.                    | 50 kW (68 hk) 4200 | 50 kW (68 hk) 4200 | 66 kW (90 hk) 4000           | 66 kW (90 hk) 3750           | 81 kW (110 hk) 4150       | 81 kW (110 hk) 4000       | 74 kW (100 hk) 4000       | 74 kW (100 hk) 4000       | 96 kW (130 hk) 4000       |
| Maks. drejningsmoment ved omdr./min.           | 133 Nm 2200−2600   | 133 Nm 2200−2600   | 210 Nm 1900                  | 210 Nm 1900                  | 235 Nm 1900               | 235 Nm 1900               | 240 Nm 1800−2400          | 240 Nm 1800−2400          | 310 Nm 1900               |
| Kraftoverførsel                                |                    |                    |                              |                              |                           |                           |                           |                           |                           |
| Drivende hjul (standardudstyr)                 | Forhjul            | Forhjul            | Forhjul                      | Forhjul                      | Forhjul                   | Forhjul                   | Alle                      | Forhjul                   | Forhjul                   |
| Drivende hjul (ekstraudstyr)                   | –                  | –                  | Alle                         | –                            | –                         | –                         | –                         | –                         | –                         |
| Gearkasse (standardudstyr)                     | 5-trins manuel     | 5-trins manuel     | 5-trins manuel               | 5-trins manuel               | 5-trins manuel            | 5-trins manuel            | 6-trins manuel            | 5-trins manuel            | 6-trins manuel            |
| Gearkasse (ekstraudstyr)                       | –                  | –                  | –                            | 4-trins automatisk           | –                         | –                         | –                         | –                         | –                         |
| Præstationer (Octavia)1                        |                    |                    |                              |                              |                           |                           |                           |                           |                           |
| Topfart                                        | 161 km/t           | 163 km/t           | 181 km/t                     | 182 km/t (176 km/t)          | 192 km/t                  | 191 km/t                  | –                         | 189 km/t                  | 207 km/t                  |
| Acceleration 0-100 km/t                        | 18,9 sek.          | 19,2 sek.          | 13,5 sek.                    | 13,0 sek. (15,0 sek.)        | 11,3 sek.                 | 11,1 sek.                 | –                         | 11,8 sek.                 | 9,7 sek.                  |
| Brændstofforbrug pr. 100 km ved blandet kørsel | 5,3 liter Diesel   | 5,2 liter Diesel   | 5,3 liter Diesel             | 5,0 liter (6,3 liter) Diesel | 5,2 liter Diesel          | 5,0 liter Diesel          | –                         | 5,1 liter Diesel          | 5,2 liter Diesel          |
| CO2-udslip ved blandet kørsel                  | 143 g/km           | 140 g/km           | 143 g/km                     | 135 g/km (170 g/km)          | 140 g/km                  | 135 g/km                  | –                         | 135 g/km                  | 140 g/km                  |
| Præstationer (Octavia Combi)1                  |                    |                    |                              |                              |                           |                           |                           |                           |                           |
| Topfart                                        | 158 km/t           | 163 km/t           | 178 km/t [173 km/t]          | 182 km/t (176 km/t)          | 190 km/t                  | 191 km/t                  | [184 km/t]                | 185 km/t                  | 207 km/t                  |
| Acceleration 0-100 km/t                        | 19,3 sek.          | 19,4 sek.          | 13,7 sek. [15,2 sek.]        | 13,3 sek. (15,2 sek.)        | 11,4 sek.                 | 11,2 sek.                 | [13,4 sek.]               | 12,5 sek.                 | 9,8 sek.                  |
| Brændstofforbrug pr. 100 km ved blandet kørsel | 5,3 liter Diesel   | 5,2 liter Diesel   | 5,3 liter [5,9 liter] Diesel | 5,0 liter (6,3 liter) Diesel | 5,3 liter Diesel          | 5,0 liter Diesel          | [6,2 liter] Diesel        | 5,2 liter Diesel          | 5,2 liter Diesel          |
| CO2-udslip ved blandet kørsel                  | 143 g/km           | 140 g/km           | 143 g/km [159 g/km]          | 135 g/km (170 g/km)          | 143 g/km                  | 135 g/km                  | [167 g/km]                | 138 g/km                  | 140 g/km                  |

## Octavia RS
På basis af den faceliftede model blev Octavia RS med 1,8-liters turbomotor med 132 kW (180 hk), som var forsynet med hækspoiler og andre kofangere end de andre versioner, bygget mellem efteråret 2001 og starten af 2006.
Octavia RS fandtes i fire forskellige farver: Gul, rød, sort og sølv. Hertil kom specialmodellen RS WRC, som designmæssigt orienterede sig mod rallyudgaven og havde hvid grundlak.
Da Octavia RS kun fandtes med benzinmotor, kom der i 2004 en specialmodel kaldet Limited GT, som kun fandtes som Combi med dieselmotoren med 96 kW (130 hk). Optisk og teknisk var Limited GT bortset fra dieselmotoren identisk med Octavia RS Combi, men havde dog et andet indtræk med alcantara-læder. Også Limited GT fandtes kun med de fire farver fra Octavia RS.

## Motorsport
På basis af Octavia I blev der også udviklet en World Rallye Car. Med denne bil vandt Matthias Kahle i 2002 og 2004 det tyske Rally-verdensmesterskab. Bilen var udstyret med en firecylindret DOHV-motor på 1999 cm³ med 20 ventiler og Garrett-turbolader, som ydede næsten 300 hk.